# Titani
Bài này nói về một nguyên tố hóa học. Xem các nghĩa khác, ví dụ như vệ tinh Titan của Sao Thổ, từ titan (định hướng)
Titani hay titanium là một nguyên tố hóa học, một kim loại, có ký hiệu là Ti và số thứ tự trong bảng tuần hoàn là 22. Titani là một kim loại chuyển tiếp có màu trắng bạc, tỉ trọng thấp và độ bền cao. Titani không bị ăn mòn trong nước biển, nước cường toan và chlor.
Titani được William Gregor phát hiện ở Cornwall, Anh năm 1791, và nó được Martin Heinrich Klaproth đặt tên theo tên titan trong thần thoại Hy Lạp. Nguyên tố xuất hiện trong các tích tụ khoáng sản, chủ yếu ở dạng rutil và ilmenit, các khoáng này phân bố rộng khắp trong vỏ Trái Đất và thạch quyển, và nó cũng được tìm thấy trong hầu hết các sinh vật sống, vực nước, đá, và đất. Kim loại được tách ra từ các quặng chính của titani bằng phương pháp Kroll và công nghệ Hunter. Hợp chất phổ biến nhất là titani dioxide là một chất quang xúc tác phổ biến và được sử dụng trong công nghiệp sản xuất chất tạo màu trắng. Các hợp chất khác gồm titani tetrachloride (TiCl4), thành phần của smoke screens and catalysts; và titani trichloride (TiCl3), được dùng làm chất xúc tác trong sản xuất polypropylen.
Titani được dùng trong các hợp kim cứng và nhẹ (đặc biệt là với sắt và nhôm) được ứng dụng trong các động cơ phản lực, tên lửa hành trình, và phi thuyền, quân đội, quy trình công nghiệp (hóa học và hóa dầu, nhà máy lọc nước biển và giấy), hệ tự động, thực phẩm nông nghiệp, bộ phận giả trong y học, cấy chỉnh hình, chân răng nhân tạo (dental implant), thiết bị nội nha, đồ thể thao, trang sức, điện thoại di động, và các ứng dụng khác.
Hai tính chất được ứng dụng nhiều nhất ở dạng kim loại là chống ăn mòn và tỉ lệ độ bền-tỉ trọng cao nhất trong tất cả các nguyên tố kim loại. Ở dạng không tạo hợp kim, titani bền như thép, nhưng nhẹ hơn. titani có dạng thù hình và 5 đồng vị tự nhiên 46Ti đến 50Ti, với 48Ti là loại phổ biến nhất (73,8%). Mặc dù chúng có cùng số electron hóa trị và cùng nhóm trong bảng tuần hoàn, titani và zirconi khác nhau nhiều điểm về tính chất hóa học và vật lý.

## Đặc điểm

### Vật lý
Titani là kim loại nhẹ, cứng nhất trong hầu như các kim loại, bề mặt bóng láng, chống ăn mòn tốt (giống như platin). Nó có thể chống ăn mòn kể cả với acid, khí clo và với các dung dịch muối thông thường.
Ở trạng thái tinh khiết, titani có thể được kéo sợi dễ dàng (nhất là trong môi trường không có oxy), dễ gia công. Nhiệt độ nóng chảy của titani tương đối cao nên nó được dùng làm kim loại chịu nhiệt. titani cứng như thép nhưng nhẹ hơn 40%, và nó nặng gấp rưỡi nhôm nhưng cứng gấp sáu lần. Những đặc tính này của titani giúp nó chịu đựng được sự mỏi kim loại.
Là nguyên tố kim loại, titani được xem là có tỉ số tỷ trọng-độ bề cao. Nó là kim loại bền có tỉ trọng thấp, khá dẻo (đặc biệt trong môi trường không có oxy), lustrous, and metallic-white in color. Điểm nóng chảy tương đối cao (trên 1.650 °C hay 3.000 °F) nên nó rất hữu ích trong vật liệu chịu lửa và độ dẫn điện và dẫn nhiệt tương đối thấp.
Titani thương mại (tinh khiết 99,2%) có độ bền kéo khoảng 434 MPa tương đương hợp kim thép cấp thấp, nhưng mật độ thấp hơn. titani có mật độ lớn hơn nhôm 60%, nhưng bền gấp đôi so với loại hợp kim nhôm thường được sử dụng là hợp kim nhôm 6061. Các hơp kim titani (như Beta C) có độ bền kéo hơn 1400 MPa (200000 psi).
Tuy nhiên, titani giảm độ bền khi nung trên 430 °C (806 °F).

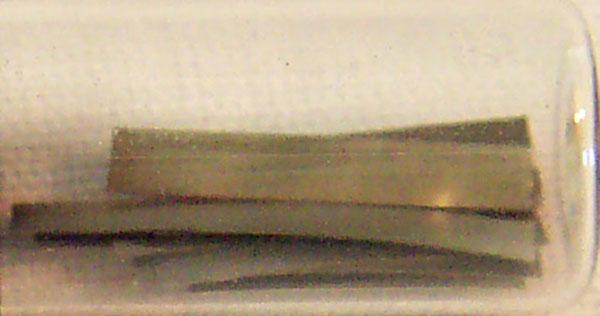
Các miếng titani trong lọ thủy tinh

Kim loại này tạo một lớp oxide bảo vệ bên ngoài (nên nó có thể chống ăn mòn) trong không khí ở nhiệt độ cao nhưng ở nhiệt độ phòng nó chống lại sự xỉn màu. Kim loại này khi được đốt ở 610 °C hoặc cao hơn trong không khí sẽ tạo thành titani dioxide, và nó cũng là một trong những kim loại có thể cháy trong khí nitơ tinh khiết (nó cháy ở 800 °C và tạo thành titani nitrua). titani cũng không bị tan trong acid sulfuric và dung dịch acid hydrochloric, cũng như khí chlor, nước chlor và hầu hết acid hữu cơ. Nó cũng thuận từ (ít hấp dẫn bởi nam châm) và ít dẫn điện và dẫn nhiệt.
Thực nghiệm cho thấy titani tự nhiên trở nên có tính phóng xạ sau khi bắn deuteri, phát ra chủ yếu hạt positron và tia gamma. Khi nóng đỏ, nó có thể kết hợp với oxy, và khi đạt tới 550 °C nó có thể kết hợp với chlor. Nó có thể phản ứng với các halogen và hấp thụ hydro.

### Xuất hiện trong tự nhiên
| Quốc gia   | ngàn tấn | % tổng |
| ---------- | -------- | ------ |
| Úc         | 1300     | 19.4   |
| Nam Phi    | 1160     | 17.3   |
| Canada     | 700      | 10.4   |
| Ấn Độ      | 574      | 8.6    |
| Mozambique | 516      | 7.7    |
| Trung Quốc | 500      | 7.5    |
| Việt Nam   | 490      | 7.3    |
| Ukraine    | 357      | 5.3    |
| Thế giới   | 6700     | 100    |

Titani kim loại không tìm thấy ở dạng tự do nhưng nó là nguyên tố phổ biến thứ 9 trên vỏ Trái Đất (chiếm 0,63% khối lượng), nó xuất hiện trong hầu hết đá lửa và đá trầm tích. Trong 801 loại đá mácma được phân tích thì có đến 784 loại là chứa titani. Tỷ lệ của nó trong đất khoảng 0,5 đến 1,5%. Nó cũng được phân bố rộng khắp và hiện diện chủ yếu trong khoáng vật anatas, brookit, ilmenit, perovskit, rutil, titanit (hay còn gọi là sphen), cũng như trong nhiều quặng sắt. Trong các loại khoáng vật này, chỉ có ilmenit và rutil có giá trị kinh tế quan trọng, nhưng rất khó tìm với mức độ tập trung cao, theo thứ tự là 6,0 và 0,7 triệu tấn được khai thác trong năm 2011. Các mỏ ilmenit chứa titani đáng kể phân bố ổ tây Úc, Trung Quốc, Ấn Độ, Mozambique, New Zealand, Na Uy, Ukraine và Nam Phi. Khoảng 186.000 tấn titani kim loại được sản xuất năm 2011, chủ yếu ở Trung Quốc (60.000 tấn), Nhật Bản (56.000 tấn), Nga (40,000 tấn), Hoa Kỳ (32.000 tấn) và Kazakhstan (20.700 tấn). Tổng trữ lượng titani ước tính hơn 600 triệu tấn.
Nồng độ Ti khoảng 4 picomolar trong đại dương. Ở 100 °C, nồng độ titani trong nước ước tính khoảng dưới 10−7 M với pH 7. Việc xác định loại titani trong dung dịch vẫn còn chưa sáng tỏ do tính tan của nó thấp và thiếu các phương pháp quang phổ hiển vi nhạy cảm để xác định, mặc dù chỉ trạng thái oxy hóa 4+ là ổn định trong không khí. Không có bằng chứng về vai trò sinh học của titani, mặc hiếm sinh vật được biết là có tích tụ nồng độ cao.
Kim loại này được tìm thấy trong thiên thạch và cũng đã được tìm thấy trong Mặt Trời và trong các ngôi sao loại M, là các sao lạnh nhất với nhiệt độ bề mặt 3.200 °C (5.790 °F). Đá từ Mặt Trăng do tàu vũ trụ Apollo 17 mang về chứa 12,1% TiO2. titani cũng được tìm thấy trong tro than, cây và cả trong cơ thể con người.

### Đồng vị
Trong tự nhiên, titani có 5 đồng vị bền: Ti-46, Ti-47, Ti-48, Ti-49 và Ti-50 với Ti-48 là phổ biến nhất (chiếm 73,8%). 11 đồng vị phóng xạ được nhận biết với Ti-44 là bền nhất với chu kỳ bán rã là 63 năm, Ti-45 với chu kỳ bán rã là 184,8 phút, Ti-51 với chu kỳ bán rã 5,76 phút, và Ti-52 với chu kỳ bán rã 1,7 phút. Tất cả đồng vị phóng xạ còn lại có chu kỳ bán rã dưới 33 giây và có loại ít hơn ½ giây.
Các đồng vị của titani có phân tử lượng 39,99 đơn vị (amu) (Ti-40) tới 57,966 amu (Ti-58). Cơ chế phân rã chủ yếu trước đổng vị bền phổ biến nhất 48Ti, là bắt electron và cơ chế phân rã chủ yếu sau là phát xạ beta. Sản phẩm phân rả chính trước 48Ti là các đồng vị 21 (scandi) và các sản phẩm phân rã sau là các đồng vị 23 (vanadi).
Titani có tính phóng xạ khi bị bắn phá bẳng deuteron, phát ra chủ yếu là positron và các tia gamma mạnh.

## Lịch sử

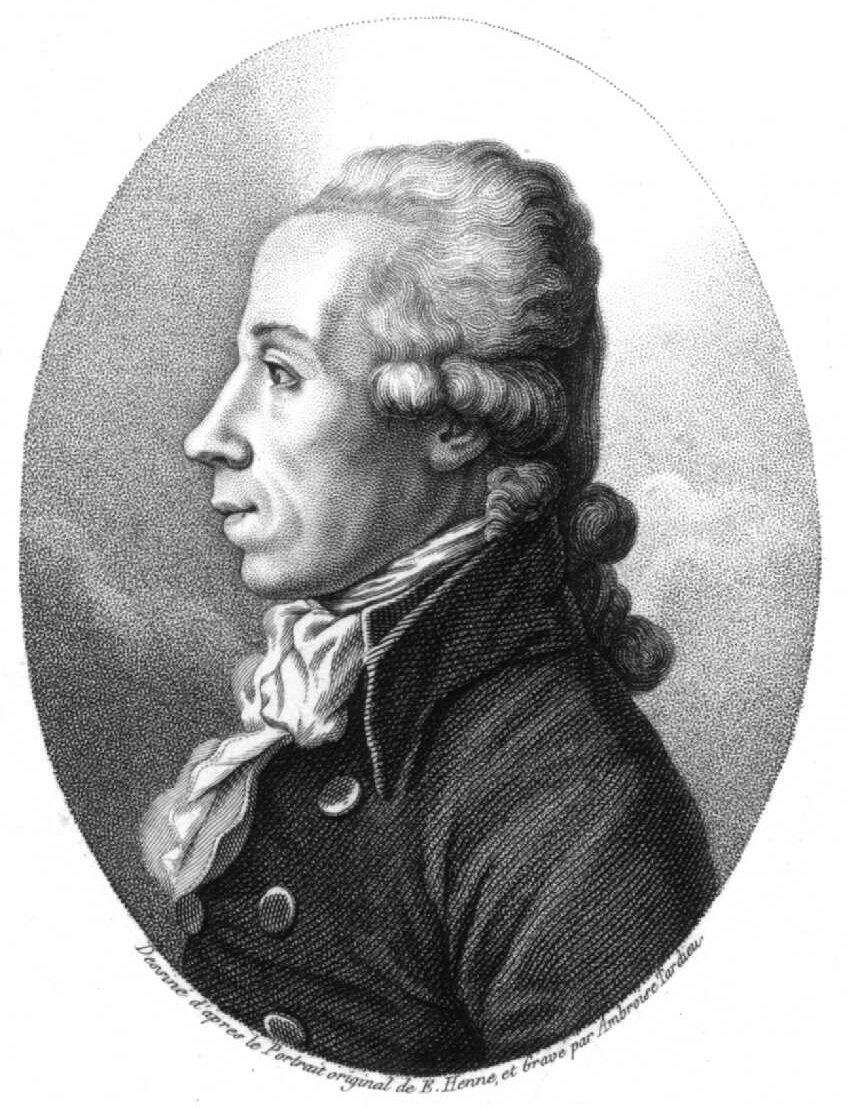
Martin Heinrich Klaproth đặt tên titani theo thần titani trong thần thoại Hy Lạp.

Titani được phát hiện ở dạng bao thể trong một khoáng vật ở Cornwall, Vương quốc Anh, năm 1791 bởi nhà địa chất học và linh mục William Gregor, sau này là Creed. Ông đã nhận ra sự có mặt của nguyên tố mới trong ilmenit (FeTiO3) và đặt tên nó là menachit khi ông thấy cát đen trong một dòng suối ở gần Manaccan và phát hiện rằng loại cát này có thể bị nam châm hút. Khi phân tích cát, ông xác định được sự hiện diện của 2 oxide kim loại là sắt oxide (giải thích cho việc hút nam châm) và 45,25% một oxide kim loại mà ông chưa thể xác định. Nhận thấy rằng oxide chưa xác định được chứa một kim loại mà không thể khớp với bất kỳ nguyên tố nào đã biết, Gregor đã thông báo rằng các phát hiện của ông đến Hiệp hội địa chất hoàng gia Cornwall (Royal Geological Society of Cornwall) và tạp chí khoa học Đức Crell's Annalen.
Cùng khoảng thời gian đó, Franz Joseph Muller cũng tạo ra một chất tương tự, nhưng không thể xác định nó. Nguyên tố được phát hiện lại một cách độc lập nhiều năm sau bởi nhà hóa học người Đức Martin Heinrich Klaproth trong quặng rutil ở Boinik, thuộc Hungary (nay ở Slovakia). Klaproth xác nhận nó là nguyên tố mới vào năm 1795 và đặt tên cho nó là titani. Sau khi nghe về phát hiện trước đó của Gregor, ông đã lấy mẫu manaccanit và xác nhận nó chứa titani.
Titani được lấy từ tên thần titani, các con của Gaia và Uranus.
Kim loại này luôn khó tách ra được từ các quặng của nó. titani kim loại tinh khiết (99,9%) được tách ra lần đầu vào năm 1910 bởi Matthew A. Hunter bằng cách nung TiCl4 với natri trong bom thép ở 700–800 °C bằng quy trình Hunter. titani kim loại chưa được dùng bên ngoài phòng thí nghiệm cho đến năm 1946 khi William Justin Kroll chứng minh là titani có thể sản xuất thương mại bằng cách khử titani tetrachlor với magnesi bằng quy trình Kroll và phương pháp này vẫn còn dùng đến ngày nay.
Trong thập niên 1950–1960, Liên Xô mua hết titani trên thị trường thế giới như là một chiến thuật của Chiến tranh Lạnh nhằm ngăn cản quân đội Mỹ sử dụng nó. Mặc dầu vậy, Mỹ cũng có được một lượng lớn titani khi các công ty châu Âu mở mặt trận cho tình báo Mỹ mua nó.

## Sản xuất

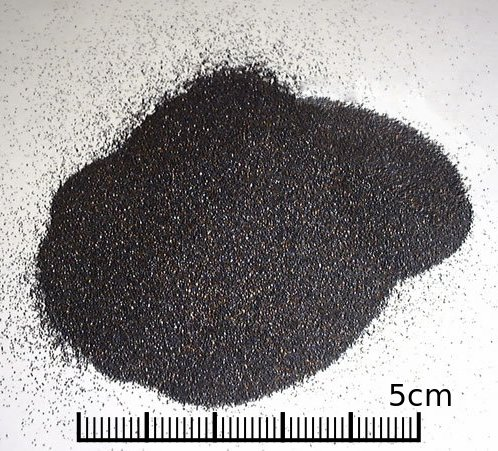
Bột titani

Các quy trình sản xuất titani hiện hay được sử dụng:
- Quy trình Kroll được phát triển vào năm 1946
- Quy trình FFC Cambridge
- Quy trình van Arkel deBoer sản xuất lượng nhỏ titani với độ tinh khiết rất cao

titani dioxide được sản xuất thương mại bằng nghiền quặng và trộn với kali carbonat và dung dịch acid hydrofluoric. Kết quả thu được kali florotitaniat (K2TiF6). Nó được tách ra với nước nóng và thủy phân với acid phosphoric
Hợp kim titani thông dụng thường được sản xuất bằng phương pháp khử. Thí dụ: cuprotitanium (rutil và đồng bị khử), ferrocarbon titanium (ilmenit khử với than cốc trong lò nung điện), và manganotitanium (rutil với mangan hoặc mangan oxide bị khử).

## Hợp chất
Số oxy hóa +4 chiếm đa số trong các hợp chất của titani, nhưng số oxy hóa +3 cũng khá phổ biến. Vì có số oxy hóa cao, nhiều hợp chất của titani có mức độ cộng hóa trị cao.
Mặc dù titani là kim loại khá hiếm, vì giá thành sản xuất cao, nhưng titani dioxide (còn gọi là titani(IV), titani trắng, hay titania) lại rẻ, không độc, có sẵn nhiều, và được dùng rộng rãi làm thuốc nhuộm trắng trong sơn, men, sơn mài, nhựa và xi măng xây dựng. Bột TiO2 là chất trơ về mặt hóa học, chống mờ trước ánh sáng mặt trời, chắn sáng tốt: nó là thành phần chính của nhựa gia dụng có màu từ trắng tới nâu, xám. Trong tự nhiên hợp chất này được tìm thấy trong các khoáng chất anatas, brookit và rutil.
Sơn được sản xuất từ titani dioxide chịu đựng tốt trong nhiều nhiệt độ, và có khả năng tự làm sạch, và chịu được điều kiện môi trường biển. titani dioxide có độ khúc xạ cao và độ tán sắc lớn hơn kim cương.

## Ứng dụng

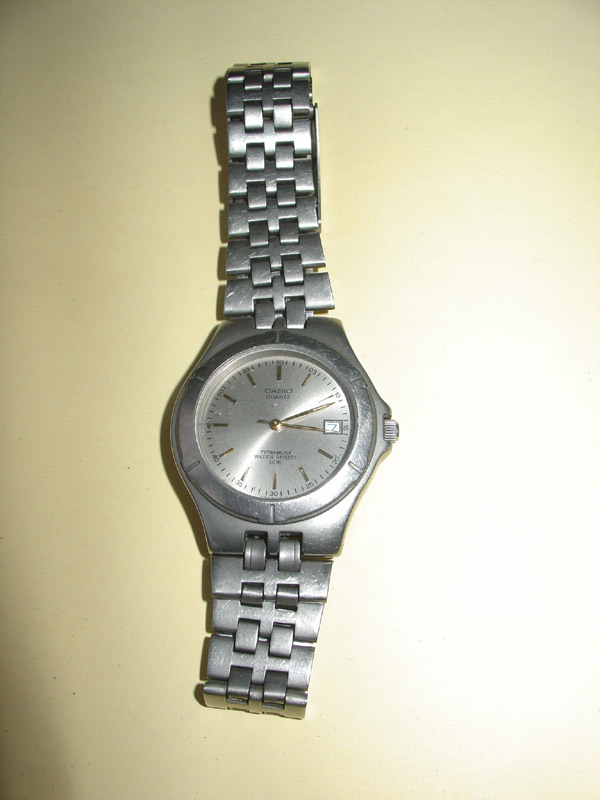
Đồng hồ đeo tay mạ titani

Khoảng 95% lượng titani được dùng ở dạng titani dioxide (TiO2), một thuốc nhuộm trắng trong sơn, giấy, kem đánh răng và nhựa. Sơn được làm từ titani dioxide phản chiếu tốt bức xạ hồng ngoại nên được dùng rộng rãi trong ngành thiên văn học và các loại sơn bên ngoài. Nó cũng được dùng trong xi măng, đá quý và giấy.
Vì có khả năng kéo dãn tốt (kể cả khi nhiệt độ cao), nhẹ, chống ăn mòn tốt, và khả năng chịu đựng nhiệt độ rất cao, hợp kim titani được dùng chủ yếu trong hàng không, xe bọc thép, tàu hải quân, tàu vũ trụ và tên lửa,áo chống đạn loại mà lính Mỹ được trang bị ở Iraq. Nó được dùng trong hợp kim thép để giảm kích thước và chống oxy hóa; nhưng trong thép không gỉ nó dùng để giảm lượng carbon. titani thường được luyện với nhôm, vanadi, đồng (để tăng độ cứng), sắt, mangan, molypden và với nhiều kim loại khác.

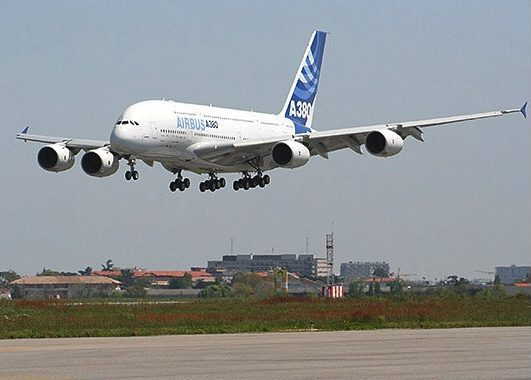
Máy bay Airbus A380 dùng hợp kim của titani làm vỏ và động cơ

Hợp kim với vanadi được dùng làm vỏ máy bay, vỏ chịu nhiệt, càng đáp, và ống dẫn hơi nước. Báo cáo của titanium Metals Corporation năm 2004 ước đoán lượng titani trong hàng không hiện đại là 58, 43 và 18 tấn cho máy bay Boeing 777, 747 và 737; còn đối với máy bay Airbus là 24, 17 và 12 tấn cho các loại A340, A330 và A320. Nói chung, các loại càng mới thì dùng càng nhiều và các loại thân rộng dùng nhiều nhất. Với các loại máy bay hiện đại nhất, Boeing 787 có thể dùng 91 tấn, và Airbus A380 dùng 77 tấn. Động cơ dùng khoảng 10-11 tấn titani.
Nhiều sản phẩm khác cũng dùng titani để chế tạo như gậy đánh golf, xe đạp, dụng cụ thí nghiệm, nhẫn cưới và máy tính xách tay.
Các công dụng khác:
- Do chống ăn mòn tốt với nước biển, titani được dùng làm chân vịt và nơi trao đổi nhiệt trong các máy lọc nước mặn.
- Dùng để sản xuất các loại đá quý mềm nhân tạo.
- Titani tetrachlor (TiCl4), dung dịch không màu, được dùng làm kính ngũ sắc; nó cũng tạo khói khi gặp không khí ẩm nên được dùng làm chất tạo khói.
- Titani dioxide (TiO2) cũng được dùng làm thuốc chống nắng.
- Do được xem như trơ về mặt sinh học, nó được dùng làm các khớp giả, các dụng cụ y tế và các ống dẫn trong chế biến thực phẩm.
- Hợp kim titani được dùng làm gọng kính. Loại gọng này khá đắt tiền, nhưng nó rất bền. Cả hai loại hợp kim bình thường và hợp kim nhớ vị trí (tiếng Anh shape memory alloy) đều được sử dụng để chế tạo.

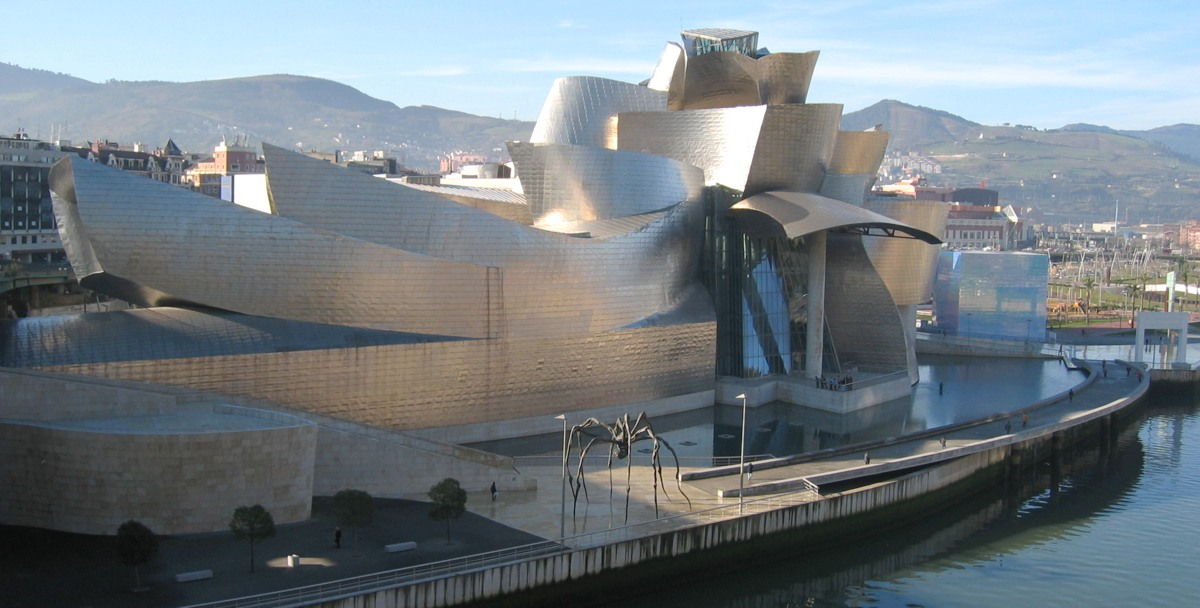
Bảo tàng Guggenheim ở Bilbao, Tây Ban Nha được bao bọc bởi các tấm titani

titani đôi khi cũng được dùng để xây dựng các công trình. Tượng đài cao 45 m của Yuri Gagarin ở Moskva được làm từ titani. Bảo tàng Guggenheim và thư viện Cerritos là những công trình đầu tiên ở châu Âu và Bắc Mỹ được bao bọc bởi các tấm titani.

## Xử lý sinh học
Loài nấm Marasmius oreades và Hypholoma capnoides có thể chuyển đổi sinh học titani trong đất bị nhiễm titani.

## Chống chỉ định

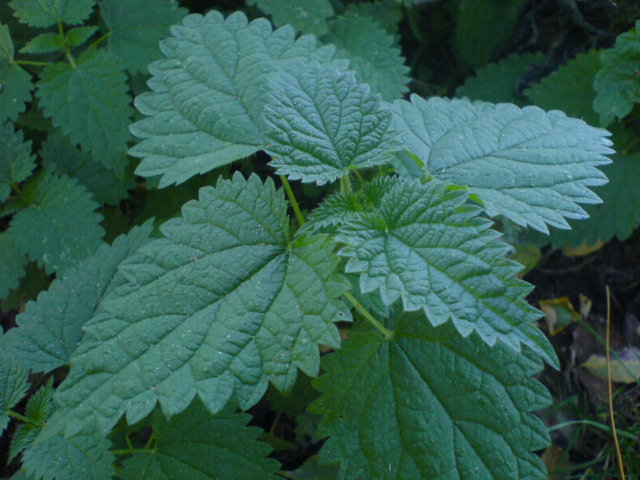
Cây tầm ma chứa tới 80 ppm titani.

Titani không độc hại thậm chí khi ở liều lượng lớn và không có bất cứ vai trò tự nhiên nào trong cơ thể người. Nếu ăn một lượng khoảng 0,8 mg mỗi ngày, chúng hầu hết đi qua mà không hấp thụ trong các tế bào. Tuy nhiên, titani cũng có khuynh hướng tích lũy sinh học trong các mô chứa silic dioxide. Một nghiên cứu chỉ ra rằng có mối liên hệ có thể giữa titani và hội chứng vàng móng tay. Cơ chế chưa rõ trong thực vật có thể sử dụng titani để kích thích việc sản xuất carbohydrat và giúp chúng phát triển. Điều này có thể giải thích tại sao hầu hết thực vật chứa khoảng 1 ppm titani, cây lương thực có khoảng 2 ppm, đuôi ngựa và cây tầm ma chứa tới 80 ppm.
Khi ở dạng bột kim loại, titani có nguy cơ cháy cao, và khi nung nóng trong không khí thì có nguy cơ nổ. Phương pháp chữa cháy bằng nước và carbon dioxide không hiệu quả đối với vụ cháy do titani. Cát, đất, hoặc bột đặc biệt mới có thể dập tắt. Khi sử dụng trong sản xuất hoặc vận chuyển chlor, tránh sự tiếp xúc giữa titani với khí chlor khô vì nó có thể gây cháy titani/chlor. Muối của titani thường được xem như vô hại trừ các loại muối chloride, như TiCl3 và TiCl4, nó được xem như chất ăn mòn.
Titani có thể bắt lửa ở dạng tươi, tức bề mặt không bị oxy hóa khi tiếp xúc với oxy lỏng. Kim loại thường có thể lộ ra khi bề mặt oxy hóa bị trầy xước với vật cứng, hoặc khi bị tác dụng lực gây trầy. Điều này thể hiện sự hạn chế trong việc sử dụng nó trong hệ thống oxy lỏng như trong công nghiệp vũ trụ. Do tính không tinh khiết của các ống titani có thể gây ra các đám cháy khi tiếp xúc với oxy, titani bị cấm sử dụng trong các hệ thống hỗ trợ hô hấp cung cấp khí oxy, ống thép được sử dụng trong hệ thống áp lực cao (3.000 p.s.i.) và ống nhôm cho hệ thống áp lực thấp.

## Khai thác titani ở Việt Nam
Việt Nam có trữ lượng quặng phân tách được titani chiếm khoảng 50% thế giới, hiện tại được khai thác ở hai mỏ gồm mỏ Cây Châm thuộc tỉnh Thái Nguyên và vùng ven biển tỉnh Bình Thuận. Dưới sự quản lý lỏng lẻo, việc khai thác quặng đã gây ra nhiều hậu quả môi trường nghiêm trọng cho những vùng xung quanh (đặc biệt là ô nhiễm nguồn nước).